# Agaricia undata
Agaricia undata är en korallart som först beskrevs av Ellis och Daniel Solander 1786.  Agaricia undata ingår i släktet Agaricia och familjen Agariciidae. IUCN kategoriserar arten globalt som otillräckligt studerad. Inga underarter finns listade i Catalogue of Life.